# Grande Fontaine de Valensole
La Grande Fontaine est une fontaine située à Valensole, en France.

## Localisation
La fontaine est située sur la commune de Valensole, dans le département français des Alpes-de-Haute-Provence.

## Historique
L'édifice est classé au titre des monuments historiques en 1962.